# 山谷親平のお早ようニッポン
山谷親平のお早ようニッポン（やまたにしんぺいのおはようニッポン）はニッポン放送のラジオ番組。
平日朝の時間帯で放送していた生ワイド番組。パーソナリティは評論家の山谷親平が務めた。放送期間は1973年10月1日から1985年4月5日の11年半。ただし、1984年11月5日以降は山谷の病気療養による休業とその後 死去したことで後述する代役陣が番組のパーソナリティを務める形で放送を継続した。

## 概要
パーソナリティの山谷親平がニッポン放送の平日朝に登場したのは1965年6月1日。当時は『ラジオ朝刊』などの番組に出演していた。翌1966年4月からは毎週月曜日から土曜日の7時30分から、約1時間の朝のワイド番組『トゥデイ』（新聞のラジオ欄には『ツデイ』と表記）のパーソナリティを務めた。
1968年、ヘリコプターからの目視による交通情報（当時は日本道路交通情報センターの設立前で、この様な方式を取った）など各種情報を扱った『空からおはよう』（月 - 金7時30分 - 9時）を経て、土曜編成実施後の1972年4月からは月曜日 - 金曜日 7時 - 8時の1時間番組となり、『山谷親平ショウ』を開始。1973年10月からは『山谷親平のお早ようニッポン』のタイトルとなった。当初は7時から9時までの放送で、『朝はおまかせアンコーです!』がスタートした1974年9月からは7時から8時までの放送となった。
山谷の評論家らしい歯に衣着せないトークが好評を博した。1984年11月2日の放送を以て、山谷は病気療養のために番組を休むことになり、その間は横堀洋一、ケント・ギルバート、野末陳平らが代打パーソナリティを務めて、山谷の復帰を待った。山谷は白血病のため、同年11月28日に死去。12月3日から12月7日までの一週間は当番組で山谷の追悼特集を行った。
その後の代打パーソナリティは
- 1984年12月中：ケント・ギルバート（月 - 火）、今井久夫（評論家、水 - 金）
- 1985年1月中：今井久夫（月 - 水）、若宮清（ジャーナリスト、木 - 金）
- 1985年2月から：若宮清（月 - 水）、馬場雅夫（元テレビ朝日アナウンサー、木 - 金）の布陣で放送。1985年4月5日に終了した。

後番組は午前8時台に放送していた『高島ひでたけの今日も快調!朝8時』が放送枠拡大となり、『高嶋ひでたけのお早よう!中年探偵団』を開始した。

## 放送時間
| 期間                          | 放送時間                    |
| ----------------------------- | --------------------------- |
| 1973年10月1日 - 1974年8月30日 | 月曜日 - 金曜日 7:00 - 9:00 |
| 1974年9月2日 - 1985年4月5日   | 月曜日 - 金曜日 7:00 - 8:00 |

## 出演者
- パーソナリティ:山谷親平
- アシスタント:
  - 田中千恵（不明 - 1978年）
  - 鈴木智子（1978年 - 1980年）
  - 那須恵理子（1980年 - 1981年、1983年9月 - 1985年4月：月曜日・火曜日）
  - 能勢裕子（1981年 - 1983年8月）
  - 宮崎文子（1983年9月 - 1985年4月：水曜日 - 金曜日）

当時のアシスタントは現在の番組の様にパーソナリティとトークを行うのではなく、現在の時刻と各コーナーの提供アナウンスメントを行っていた。これとは別にニュースデスク担当のニッポン放送アナウンサーが加わり、タイトルコールはそのアナウンサーが担当した。

## 内包番組
（）

### 1973年10月 -
- お早うネットワーク・ニュース
- お出かけ情報
- けさの焦点
- 朝の発言
- 交通ニュース・ヘリ情報
- お早ようラジオカー
- 交通ニュース・ヘリ情報
- フラッシュジャーナル

### 1974年4月 -
- お早ようネットワーク
- お出かけ情報
- けさの焦点
- 朝の発言
- 小さな朝の詩
- フラッシュジャーナル
- モーニングダイヤル
- 話のショート・ショート
- うつみみどりの二人で話せば
- ズバリ対談「現代のぞき眼鏡」
- 交通ニュース
- 山谷親平のポップ・トーク
- 交通ニュース

### 1974年9月 -
- お早ようネットワーク
- お出かけ情報
- けさの焦点
- 朝の発言
- 小さな朝の詩
- フラッシュジャーナル

### 1976年4月 -
- お早ようネットワーク
- ニュース
- お出かけ情報
- けさの焦点
- 朝の発言
- 小さな朝の詩
- フラッシュジャーナル

### 1977年4月 -
- お早ようネットワーク
- ニュース
- お出かけ情報
- けさの焦点
- 朝の発言
- 小さな朝の詩
- 交通情報
- フラッシュジャーナル

### 1978年4月 -
- ニュース
- お出かけ情報
- けさの焦点
- 朝の発言
- 小さな朝の詩
- 交通情報
- フラッシュジャーナル

### 1979年4月 -
- ニュース
- お出かけ情報
- けさの焦点
- 朝の発言
- 小さな朝の詩
- 交通情報・首都高速情報
- フラッシュジャーナル

### 1980年4月 -
- ニュース
- お出かけ情報
- けさの焦点
- 朝の発言
- 山谷えり子のむすめ八目
- 交通情報・首都高速情報
- フラッシュジャーナル

### 1981年4月 -
- ニュース
- お出かけ情報
- けさの焦点
- 朝の発言
- 十朱幸代のいってらっしゃい
- 交通情報・首都高速情報
- 日産フラッシュジャーナル

## 関連書籍
- 『走りつづけて父・山谷親平五千六百一回の朝』 山谷えり子著、ニッポン放送プロジェクト（扶桑社） 1985年11月刊